# Fremantle (Unternehmen)
Fremantle (ehemals FremantleMedia) ist eine britische Tochter der zum deutschen Medienkonzern Bertelsmann gehörenden luxemburgischen RTL Group, in der hauptsächlich die Contentproduktion des Konzerns gebündelt ist.
2000 kaufte das luxemburgisch-deutsche Joint Venture CLT-UFA, aus einer Rundfunkanstalt und einer Fernsehproduktionsgesellschaft bestehend, dem britischen Konkurrenzmedienkonzern Pearson PLC ihre Contentfirma Pearson Television ab und benannte sich anschließend nach dem prominenten Namen seiner meisten Fernsehsender in RTL-Group mit Sitz in Luxemburg um. Die Gruppe nahm vor allem den Platz der seither nicht mehr bestehenden CLT ein, während die UFA als Tochter in die erworbene größere Pearson TV eingebracht und damit ein neuer Content-Konzern gebildet wurde, der „FremantleMedia“ getauft wurde und seinen Sitz wie vorher Pearson TV in London fand. Das Unternehmen selbst sieht sich in der Tradition der ältesten integrierten Tochterunternehmen und gibt daher den Beginn seiner Geschichte mit 1917 an, dem Gründungsjahr der UFA.
FremantleMedia ist v. a. für seine Fernsehproduktionsfirmen bekannt, hat aber insgesamt drei Hauptgeschäftsfelder, nämlich Produktion, Lizenzierung und Distribution.
Der Konzern hat Tochtergesellschaften in 22 Ländern (mit Rechten in ca. 150 Staaten), ca. 10.000 Stunden Programm, mehr als 60 Formate und über 300 Titel, z. B. über UFA Show Deutschland sucht den Superstar/American Idol oder Gute Zeiten, schlechte Zeiten und SOKO 5113.
Cecile Frot-Coutaz ist seit Juli 2012 CEO.